# Windows Phone
Windows Phone – system operacyjny dla platform mobilnych będący następcą Windows Mobile, opracowany przez firmę Microsoft. Podczas Mobile World Congress 2010 w Barcelonie, Microsoft ujawnił szczegóły Windows Phone, między innymi: integrację z Xbox Live, Zune i wyszukiwarką Bing. Pierwotnie projekt nazywał się „Windows Phone 7 Series”, jednak 2 kwietnia 2010 Microsoft ogłosił, że słowo „Series” zostanie usunięte z oficjalnej nazwy, tym samym system przyjął nazwę „Windows Phone 7”. 21 stycznia 2015 roku podczas swojej konferencji w Redmond, Microsoft zrezygnował z nazwy „Windows Phone”. Zastąpiony został przez system Windows 10 Mobile.

## Interfejs użytkownika
Interfejs użytkownika Modern UI przypomina ten znany z Zune HD. Ekran główny stanowią „kafelki” (ang. „tiles”) – są to odnośniki do aplikacji, hubów, stron internetowych, plików multimedialnych, kontaktów, lub panele wyświetlające informacje systemowe. Użytkownik może dodawać, przesuwać i kasować elementy według własnego pomysłu. Zawartość kafelków jest aktualizowana w czasie rzeczywistym (np. liczba nieprzeczytanych wiadomości, prognoza pogody, najbliższe zaplanowane spotkania).

### Huby
Niektóre funkcje w Windows Phone przedstawione są za pomocą tzw. „hubów”, które łączą lokalną i internetową zawartość z serwisami społecznościowymi, takimi jak Facebook, czy Windows Live. Przykładowo – hub „Pictures” zawiera zdjęcia zrobione przy pomocy telefonu, a także te przesłane wcześniej do serwisów społecznościowych. Dzięki hubowi „People”, oprócz standardowej, lokalnej książki kontaktów mamy dostęp do danych naszych znajomych z Facebooka czy Windows Live. Pozostałe huby to m.in. „Music and Video” (który integruje się z Microsoft Zune), „Games” (integrujący się z Xbox Live), Windows Phone Store czy Microsoft Office.

### Tematy i style
Użytkownicy mają możliwość modyfikacji wyglądu systemu w zakresie kolorystyki. Do wyboru są dwa kolory tła (Themes) – jasny i ciemny, oraz 10 stylów kolorystycznych (Styles) – magenta, purpura, turkus, limonka, brąz, pomarańcz, błękit, czerwień, zieleń. Producent urządzenia, lub operator może doinstalować własny, 11 styl kolorystyczny. Od wersji 7.8 liczba wspomnianych stylów (teraz nazywanych akcentami) została zwiększona do 20. Zmiana koloru, oprócz aplikacji systemowych, wpływa także na wygląd zainstalowanych aplikacji, dostarczonych przez innych producentów.

### Wprowadzanie tekstu
Tekst wprowadzany jest poprzez wyświetlaną na ekranie, dotykową klawiaturę, ze specjalnym klawiszem umożliwiającym szybki dostęp do emotikonów. Producenci urządzeń mają możliwość wprowadzenia klawiatury sprzętowej. System obsługuje przewidywanie tekstu na podstawie kilku pierwszych liter oraz sprawdzanie pisowni.

### Przeglądarka internetowa
Za przeglądanie internetu w telefonie z Windows Phone odpowiada Internet Explorer Mobile. Użytkownicy mogą zapisywać listę swoich ulubionych serwisów internetowych. Bezpośredni odnośnik do danej strony można zamieścić w formie kafelka (tile) na ekranie głównym. Internet Explorer Mobile obsługuje gesty multi-touch. Do wersji 11 (będącej częścią Windows Phone 8.1) przeglądarka pozwala na jednoczesną pracę na maksymalnie sześciu zakładkach, zaś od wersji 11 ograniczenie to zdjęto oraz dodano opcję synchronizacji otwartych kart, ulubionych oraz haseł między urządzeniami. Najnowsza wersja przynosi także widok czytania obecny już wcześniej w kafelkowym Internet Explorerze 11 dla desktopowego Windows 8.1.

### Multimedia
Windows Phone posiada dwa „huby” dotyczące multimediów – „Music + Video” i „Pictures”, które przypominają interfejs Zune HD. Oprócz samego przeglądania plików umożliwia użytkownikom korzystanie z serwisu Zune Marketplace, dzięki któremu można kupować utwory, czy przeglądać zdjęcia i biografie artystów.
Hub „Pictures” pozwala na przeglądanie zdjęć zapisanych w pamięci urządzenia i dostęp do usług sieci społecznościowych. Można przesyłać zdjęcia na serwer, czy komentować je bezpośrednio, bez przeglądarki internetowej.

### Wyszukiwanie
Każde urządzenie z Windows Phone musi posiadać specjalny przycisk sprzętowy „szukaj”. Jego naciśnięcie powoduje uruchomienie programu Bing, który umożliwia przeszukiwanie stron internetowych, wiadomości, czy map. Działanie klawisza dopasowuje się do aktywnie działającej aplikacji – na przykład przeglądając hub „People” spowoduje wyszukiwanie osób na liście kontaktów etc. Z wyszukiwarki możemy także korzystać głosowo, Windows Phone ma wbudowany system rozpoznawania mowy. Aktywacja następuje poprzez długie przyciśnięcie klawisza „start” (od wersji 8.1 funkcję tę przejął klawisz „szukaj”).
OS nie będzie obsługiwał wielozadaniowości aplikacji innych producentów oraz funkcji kopiowania i wklejania w czasie premiery, ale funkcje te zostaną dodane po premierze systemu.
Ponadto system posiada asystenta głosowego Tellme.

## Live Tile
Live Tile to link do aplikacji wyświetlane w menu Start. Tiles (kafelki) pokazują informację poprzez zmianę pomiędzy stronami „back” oraz „front”. Istnieją dwa rodzaje płytek – Application Tiles oraz Secondary Tiles.

### Application Tile
Application Tile jest to kafelek tworzony, gdy użytkownik podepnie aplikacje do menu Start poprzez przyciśnięcie i przytrzymanie ikony aplikacji w liście aplikacji. Dotknięcie przypiętej aplikacji kieruje użytkownika do strony domowej danej aplikacji.

### Secondary Tile
Secondary Tile jest tworzony programowo przez aplikację na podstawie interakcji ze strony użytkownika. Może go zastosować np. czytnik newsów do otwarcia strony z informacjami z danego kraju. Aplikacja dostarcza parametry dla kafelka, tak aby dotknięcie go uruchomiło aplikację z odpowiednimi parametrami. Można posiadać Secondary Tiles dla aplikacji w menu Start bez posiadania jej Application Tile.

## Wymagania sprzętowe
Microsoft podał wysokie wymagania sprzętowe dla producentów. Urządzenia z Windows Phone 7 będą musiały posiadać co najmniej 3 przyciski (start, wstecz, szukaj) i posiadać radio FM. Inne wymagania to ekran pojemnościowy z 4 punktami jednoczesnego dotyku o rozdzielczości WVGA 800 * 480, 1 GHz CPU, GPU obsługujący DirectX 9, moduł łączności z siecią komórkową, Wi-Fi, aparat cyfrowy, GPS, kompas, czujnik zbliżeniowy, akcelerometr, źródło światła (np. dioda LED) i AGPS. Wymagane będzie co najmniej 8 GB pamięci Flash, 256 MB RAM i gniazdo rozszerzeń dla kart SD, które jednak zostanie wbudowane do urządzenia i nie będzie dostępne dla użytkownika. Producenci będą mogli wybrać, czy zastosują fizyczną klawiaturę.

## Wersje

### 7.0
Pierwsza wersja systemu.

### 7.5 Mango
Duża aktualizacja systemu wydana jesienią 2011 r., m.in. zaktualizowano Internet Explorer do wersji 9, dodano integrację z Twitterem, możliwość zmiany dzwonków na własny (dźwięk musi być jednak wcześniej specjalnie przygotowany), możliwość działania aplikacji w tle.

### 7.5 Refresh
Microsoft w marcu 2012 r. oficjalnie ogłosił zmianę nazwy systemu WP 7.5 Mango na WP 7.5 Refresh – odświeżoną wersję WP 7.5 Mango. Ta aktualizacja przede wszystkim obniża minimalne wymagania dla telefonów z Windows Phone 7, wprowadza również niewielkie poprawki.

### 7.8
Aktualizacja ta została udostępniona użytkownikom telefonów, które nie dostaną aktualizacji do Windows Phone 8. Wprowadza ona wiele funkcji z wersji Apollo, m.in. nowy ekran startowy.

### 8.0 Apollo
Została udostępniona jesienią 2012 roku. Nowy system przyniósł m.in. jądro NT z Windows 8, multitasking, wsparcie dla DirectX, zmieniony ekran startowy, obsługę procesorów wielordzeniowych, ekranów HD 720p, kart pamięci Micro SD, NFC, Wallet hub, Internet Explorer 10, Mapy i nawigację offline. Nowa wersja udostępnia zestaw interfejsów API pozwalających integracje usług dodatkowych do współdzielenia zdjęć, wiadomości i połączeń wideo (takich jak np. Instagram, WhatsApp, Skype, itp.).
Nie jest dostępny na starsze telefony z jednordzeniowymi procesorami.
Aktualizacje wersji 8:
- Aktualizacja 1 – Wersja systemu operacyjnego: 8.0.10211.204

– Usprawnienia wiadomości SMS
– Odpowiedzi w wiadomościach SMS na połączenia przychodzące
– Usprawnienia programu Internet Explorer
– Łączność Wi-Fi
– Inne ulepszenia
- Aktualizacja 2 – Wersja systemu operacyjnego: 8.0.10327.77 lub 8.0.10328.78

– Konta Google.
– Xbox Music.
– Radio FM
– Data Sense
– Aplikacja Skype.
– Internet Explorer.
– Aparat
- Aktualizacja 3 – Wersja systemu operacyjnego: 8.0.10501.127 lub 8.0.10512.142

– Ułatwienia dostępu
– Pamięć
– Tryb samochodowy
– Ekran
– Wi-Fi
– Udostępnianie Internetu
– Bluetooth
– Dzwonki
– Przełączanie aplikacji

### 8.1
Windows Phone 8.1 wprowadza do systemu szereg zmian, w tym kilka znaczących. Wraz z wersją 8.1 pojawia się centrum powiadomień, głosowa asystentka Cortana (aktualnie tylko w niektórych regionach), możliwość ustawienia obrazu jako tła kafelków na ekranie startowym, możliwość zapisywania aplikacji na karcie SD, przeglądarka Internet Explorer w wersji 11 (z możliwością synchronizacji otwartych kart, ulubionych i haseł między urządzeniami) oraz wiele innych.
Dystrybucję aktualizacji zawierających Windows Phone 8.1 dla urządzeń z wersją 8.0 jako pierwszy rozpoczął Microsoft Mobile w lipcu 2014 roku stopniowo udostępniając ją dla swoich urządzeń.
11 lipca 2017 roku Microsoft zakończył wsparcie techniczne dla Windows Phone 8.1, zachęcając przy tym do zaktualizowania systemu do Windows 10 Mobile.

## Aktualizacja
Początkowo krążyły plotki, że niektóre telefony z systemem Windows Mobile 6.5.x, będą miały możliwość aktualizacji do Windows Phone 7, jednak Natasha Kwan, Microsoft's General Manager for Mobile Communication in Asia, została zacytowana mówiąc, że nie będzie to możliwe, ponieważ telefony obecnie dostępne nie spełniają wszystkich wymagań sprzętowych. Zostało to potwierdzone na konferencji MIX10, gdzie Joe Belfiore (wiceprezes i dyrektor Windows Phone Program Management) powiedział, że nie ma obecnie dostępnego urządzenia, w tym HTC HD2, spełniającego wymagania sprzętowe systemu Windows Phone 7.
Aczkolwiek obecne w sieci tzw. przeportowane wersje systemu działają poprawnie na HD2.
Historia powtórzyła się kiedy Microsoft ogłosił system Windows Phone 8. Krążyły plotki, że telefony z systemem Windows Phone 7 dostaną aktualizację do wersji ósmej, jednak Microsoft zaprzeczył. Zamiast tego posiadacze telefonów z systemem w wersji siódmej mogą pobrać aktualizację Windows Phone 7.8, która głównie dodaje możliwość zmiany wielkości kafelków i kolory znane z Windows Phone 8.

## Cykl życia aplikacji
Wszystkie urządzenia z WP wyposażone są w przycisk Wstecz. Przycisk ten pozwala użytkownikowi nawigację wstecz w danej aplikacji, a nawet między różnymi programami. W przeciwieństwie do innych systemów można przejść z aplikacji do przeglądarki lub innej aplikacji, a następnie nacisnąć przycisk Wstecz, aby płynnie powrócić do własnej aplikacji. Daje to o wiele bardziej spójny interfejs użytkownika. Oznacza to również, że WP utrzymuje dziennik działań, znany jako back-stack, w celu wspierania nawigacji między aplikacjami.

### Launching
Aplikacja Windows Phone jest uruchomiana wówczas, gdy użytkownik przyciśnie bezpośredni włącznik, bądź live tile z menu start skojarzony z daną aplikacją. Ilekroć użytkownik uruchomi aplikację korzystając z tych metod powstanie nowa instancja. Kiedy aplikacja uruchamia się jest wywoływany event Launching. Funkcja przechwytująca event powinna przeczytać potrzebne dane z Isolated Storage, aby wyświetlić użytkownikowi nową sesję. Launching i Activating Events wzajemnie się wykluczają.

### Running
Po Launching Event aplikacja zaczyna działać. Kiedy aplikacja znajduje się w tym stanie ma za zadanie zmienić swój wygląd, zachowanie pod wpływem interakcji z użytkownikiem.

### Closing
Do tego stanu aplikacja może przejść ze stanu Running. Jedną z możliwości wywołania Closing Event jest wciśnięcie przycisku „Wstecz” na telefonie. W tym stanie aplikacja może zapisać potrzebne, trwałe dane w Isolated Storage.

### Deactivating
Jeśli aplikacja działa i zostanie wywołana inna aplikacja na pierwszym planie np. zadzwoni telefon, aplikacja jest umieszczana w tle i zostaje zdezaktywowana. Aplikacja ma ok. 10 sek na zapisanie potrzebnych danych zanim przejdzie do stanu Tombstoned. W tym momencie jest różnica pomiędzy Tombstoning a FAS. Programista powinien często zapisywać dane, aby w tym stanie starczyło czasu. Jeśli powrócimy szybko do aplikacji w cyklu zostanie pominięty stan Tombstoned.

### Activating
Po tym jak aplikacja została zdezaktywowana, jest prawdopodobne, że nigdy nie zostanie wznowiona. Użytkownik może uruchomić nową instancję aplikacji z menu Start, bądź przyciskiem „Wstecz” wrócić do tej aplikacji. W drugim przypadku event Activating jest zgłaszany i aplikacja pobiera potrzebne dane z pamięci i wyświetla ostatni stan sprzed dezaktywacji. Programista musi sam obsłużyć obsługę tych zdarzeń. W tym momencie jest różnica pomiędzy Tombstoning a FAS.

### Tombstoning
Tombstoning – proces „zahibernowania” aplikacji w systemie Windows Phone 7 podczas opuszczenia aplikacji przez użytkownika. W systemie Windows Phone aktywna może być tylko jedna aplikacja naraz. Jeżeli użytkownik podczas korzystania z jakiegoś programu zechce np. wykonać połączenie, napisać wiadomość e-mailową, bądź też uruchomić inną aplikację, system operacyjny zakończy proces programu, zapisując jednocześnie w pamięci jego stan. Identyczna sytuacja ma miejsce w chwili zablokowania telefonu lub przejścia w tryb uśpienia. Po przywróceniu aplikacji do działania następuje jej ponowne uruchomienie, a następnie ładowany jest jej poprzedni stan – przed oczami użytkownika ukazuje się program w dokładnie takiej samej postaci, w jakiej go pozostawił.

### Fast Application Switching
Funkcjonalność ta będzie dostępna od aktualizacji systemu o nazwie „Mango”. Tak jak w Tombstoning FAS odpowiada za przywrócenie aplikacji do działania. Różni się to tym, że aplikacja po zdarzeniu Deactivating jest umieszczana w pamięci. Z tego powodu w czasie zdarzenia activating aplikacja szybko się ładuje i nie wyświetla się napis „Resuming”. Każda aplikacja zabiera pamięci, więc jeśli jest za dużo aplikacji w pamięci, niektóre przechodzą do stanu Tombstoned i cykl jest identyczny jak w Tombstoning.

## Tworzenie aplikacji dla Windows Phone 7
Aplikacje na system Windows Phone 7 mogą być tworzone w oparciu o Silverlight, XNA i .NET. NET Compact Framework nie jest obsługiwany. Podstawowe narzędzia wykorzystywane przez programistów to Microsoft Visual Studio 2010 i Expression Blend. Bezpłatny pakiet narzędzi – Windows Phone Developer Tools można pobrać ze strony Microsoftu.

### Silverlight
Silverlight dla Windows Phone 7 bazuje na 3 wersji tego frameworku, nie implementuje go jednak w całości, za to dodaje pewne funkcje specjalne, które są dedykowane urządzeniom mobilnym (m.in. obsługę gestów i inne funkcje związane z dotykowym ekranem). Dostępne są mechanizmy Data Binding i isolated storage. Interfejs graficzny tworzony przy pomocy Silverlighta może przypominać wbudowane huby i aplikacje systemu Windows Phone 7, dzięki specjalnym kontrolkom:
- Pivot – kontener, który funkcjonalnie jest podobny do panelu z zakładkami. Pomiędzy panelami można się przemieszczać wykonując gest poziomo, natomiast zawartość panelu możemy przewijać wykonując gest pionowo. Przykład zastosowania w systemie to sekcja „Settings”.
- Panorama – kontener, który umożliwia horyzontalną, panoramiczną nawigację po aplikacji. Większość hubów wbudowanych w system wykorzystuje ten komponent.

### XNA
XNA jest frameworkiem przeznaczonym głównie do tworzenia gier. Stworzone przy jego użyciu aplikacje mobilne można w łatwy sposób przenieść na platformy PC czy Xbox 360.

### Choosers/Launchers
Wszystkie aplikacje w Windows Phone są uruchamiane w trybie piaskownicy. Programy nie mają dostępu do pozostałych plików zapisanych w telefonie, listy kontaktów, czy wiadomości. Nie mogą także uruchamiać żadnych innych aplikacji. Aby udostępnić taką funkcjonalność Microsoft stworzył specjalne API, które umożliwią takie zadania. Dzięki Launcher API można wywołać zewnętrzną aplikację – na przykład uruchomić moduł do wykonywania połączeń telefonicznych, czy formularz do wysyłania wiadomości e-mail. Na czas wykonywania wywoływanej aplikacji, program wywołujący ulega procesowi tombstoningu – jego stan jest zapisywany do pamięci, a następnie następuje jego zamknięcie. Po wykonaniu zadania, w tym przypadku po zakończeniu połączenia, macierzysta aplikacja jest ponownie uruchamiana i przywracany jest jej stan sprzed zawieszenia. Co ważne – przy korzystaniu z Launcher API nie następuje wymiana danych z wywoływanego programu do wywołującego. Aby czegoś takiego dokonać, należy posłużyć się Chooser API. Przykładowo możemy wywołać moduł przeglądania zdjęć w telefonie i przesłać wybraną fotografię do aplikacji bazowej.
Windows Phone będzie uruchamiać tylko aplikacje, które zostaną uprzednio zatwierdzone przez Microsoft i będą dostępne jedynie za pośrednictwem telefonu w Windows Phone Store.

## Urządzenia
Jako nowy system operacyjny, Windows Phone nie jest zainstalowany na dużej liczbie modeli telefonów. Jednak kilka miesięcy po premierze systemu znamy kilka urządzeń z nowym OS typu Mobile z rodziny Windows:
- LG
  - Optimus 7 (E900)
  - LG Quantum

- HTC
  - HD7
  - 7 Trophy
  - 7 Surround
  - 7 Mozart
  - 7 Pro
  - Radar
  - Titan
  - Titan II
  - 8X
  - 8S

- Samsung
  - ATIV Odyssey
  - Ativ S
  - Omnia 7
  - Focus
  - Focus S
  - Omnia M
  - Focus Flash (i8350 Omnia W)

- Nokia – seria Nokia Lumia z Windows Phone 7.x
  - Lumia 505
  - Lumia 510
  - Lumia 610
  - Lumia 610 NFC
  - Lumia 710
  - Lumia 800
  - Lumia 900
- Nokia – seria Nokia Lumia z Windows Phone 8
  - Lumia 520
  - Lumia 521
  - Lumia 525
  - Lumia 530
  - Lumia 620
  - Lumia 625
  - Lumia 630
  - Lumia 635
  - Lumia 720
  - Lumia 730
  - Lumia 735
  - Lumia 810
  - Lumia 820
  - Lumia 822
  - Lumia 830
  - Lumia 920
  - Lumia 920T
  - Lumia 925
  - Lumia 928
  - Lumia 930
  - Lumia 1020
  - Lumia 1320
  - Lumia 1520
  - Lumia Icon (929)

- Microsoft – seria Microsoft Lumia z Windows Phone 8.1
  - Lumia 430
  - Lumia 435
  - Lumia 532
  - Lumia 535
  - Lumia 540
  - Lumia 640
  - Lumia 640 XL

- Acer
  - Allegro

- Dell
  - Venue Pro

- Huawei
  - Ascend w1
  - Ascend w2

## Następca
21 stycznia 2015 roku podczas konferencji Microsoft poinformował, iż system Windows Phone został zastąpiony przez system operacyjny Windows 10 Mobile.

## Straty firmy
Według szacunków Windows Phone był źródłem strat rzędu 1,5 mld USD rocznie (stan na 2012) dla właściciela, a firma próbuje je zakryć poprzez umieszczenie w tym samym dziale zysków z umów licencyjnych dotyczących Androida (ponad 2 miliardy USD rocznie).
Pewnym symbolicznym faktem jest rezygnacja z używania tego systemu (na rzecz Androida) przez Billa Gatesa. Okazuje się, że dla firmy autora bardziej istotną platformą jest Android, a jej aplikacje są domyślnie instalowane przez kilka firm.